# 마리나 케이
마리나 케이(Marina Kaye, 1998년 2월 9일 ~ )는 프랑스의 싱어송라이터이다. 대표곡은 "Homeless"다. 이 곡은 영어로 불렸다. 2014년 EP Homeless, 2015년 정규 앨범 1집 Homeless를 발매했다.

## 경력
10살 때 노래부른 영상을 인터넷에 게재하곤 했다. 13살 때 프랑스 판 갓 탤런트(Got Talent)인 La France a un incroyable talent 시즌 6에 참가해 우승했다. 경연에서 아델의 "Rolling in the Deep", "Set Fire to the Rain"과 케이티 페리의 "Firework"을 불렀다. 우승 상금은 10만 유로였다.
2012년 프랑스 뮤지컬 "아담과 이브: 그 두 번째 기회" (Adam et Ève: La Seconde Chance)에 참여했다. 30 세컨즈 투 마스, 플로랑 파니, 린지 스털링의 공연·투어 오프닝을 맡기도했다. 데뷔 앨범을 준비하며 작업한 곡을 온라인 상에도 꾸준히 공개했다.
EP Homeless의 수록곡 "Homeless"는 상업적으로 큰 성공을 거뒀다. 이 곡은 SNEP 공식 싱글 차트에서 1위를 하기도 했다.
2015년 5월 8일 정규 1집 앨범 Fearless를 발매했다. 앨범은 런던과 뉴욕에서 녹음됐다.

## 음반 목록
- Fearless (2015)
- Explicit (2017)